# Masia d'Olzinelles
La Masia d'Olzinelles és un edifici del municipi de Sant Fruitós de Bages (Bages) inclosa en l'Inventari del Patrimoni Arquitectònic de Catalunya.

## Descripció
Es tracta d'un Mas d'estructura rectangular, amb coberta a doble vessant i carener paral·lel a la façana. L'edifici es troba unit mitjançant un pont cobert a l'església de Sant Jaume d'Olzinelles. La façana principal, encarada al nord, és la que presenta més interès per haver estat menys reformada.
Els baixos, sense obertures, només contenen el gran portal d'entrada, de mig punt i adovellat. La primera planta, destinada a habitatge, té nombroses obertures, de mida i distribució irregular, majoritàriament adovellades, algunes amb decoració de tradició gòtica.
A les golfes, més baixes, les obertures són més escasses, també adovellades, i de mida més petita. La façana de migdia ha estat molt reformada.
S'hi accedeix per un portal adovellat rectangular. Nombroses obertures han estat convertides en balcons. S'han adossat cossos al cantó oest i nord-oest, avui en molt mal estat. A la teulada, hi ha una torreta d'1,5 m aproximadament, amb una petita obertura las quatre vents.

## Història
El mas havia format part de la sagrera de Sant Jaume d'Olzinelles, documentada des del segle xi, es trobava unit a aquesta església pel cantó del Llevant. Després la casa va conèixer un progressiu creixement que es plasmà en l'ampliació d'aquesta i, de fet, mirant-la de llevant a ponent es poden distingir les quatre ampliacions.
Al segle xviii va viure un dels seus moments de màxima esplendor. Avui, resta deshabitat i, en espera del seu torn per ésser restaurada, se li han tapiat les portes d'entrada.
Al llarg de la Guerra Civil Espanyola (1936-1939), aquesta Masia va passar a ser gestionada per l'Exèrcit Republicà. Concretament, podria haver estat una base d'operacions de les FARE (Forces Aèries de la República Espanyola), emprada com a punt de suport i avituallament dels aeròdroms de combat de Santpedor i de Sallent. El punt logístic d'aquests camps aeris, actualment, està en discussió per alguns historiadors i arqueòlegs, atès que algunes fonts de memòria oral apunten a Santa Maria de Claret com a veritable enclavament de les FARE.
"Els veïns del poble, uns cops mencionen Santa Maria de Claret i d'altres Mas Olzinelles com a magatzem dels equips i del combustible dels aparells. Ells no es fiquen d'acord, i nosaltres no podem saber amb exactitud quin dels dos punts va ser realment la base operativa de Santpedor." (García Cádiz, 2017).